# Bencatel
Bencatel ist eine Ortschaft und Gemeinde im Alentejo, im Süden Portugals.

## Geschichte
Der Ortsname stammt aus römischer Zeit und geht auf ben catel zurück, dessen Bedeutung auf „Sohn des Matadors“ zurückgeführt wird. Die Römer bauten hier bereits Marmor ab, insbesondere am heutigen Steinbruch Pedreira do Monte Del-Rei.
Im 17. Jahrhundert war der Ort nach seiner Schutzpatronin Santa Anna oder Santa Ana bekannt und war ein unbedeutender landwirtschaftlicher Ort im Kreis Vila Viçosa. Die Kirche von Santa Ana bestand noch im Jahr 1758, jedoch nahm die Bevölkerung in Bencatel zu und in Santa Ana weiter ab. 1763 wurde die neue Kirche in Bencatel errichtet und das Gemeindezentrum verlagerte sich dorthin. Von der ursprünglichen Kirche ist heute nichts mehr geblieben, ihr Material wurde u. a. in der neuen Kirche in Bencatel verbaut, die die Schutzpatronin übernahm.

## Verwaltung
Bencatel ist Sitz einer gleichnamigen Gemeinde (Freguesia) im Kreis (Concelho) von Vila Viçosa im Distrikt Évora. In ihr leben 1480 Einwohner (Stand 19. April 2021).
Folgende Orte liegen im Gemeindegebiet:
| - Aldeia da Freira - Azenha da Catucha - Bencatel - Cavaleira - Galharda - Mercês - Monte da Casaca - Monte da Cavaleira | - Monte de El-Rei - Monte do Carambo - Monte do Montinho - Monte do Telheiro - Pisãozinho - Quinta das Mascarenhas - Serraldos |

| Bevölkerungsentwicklung der Gemeinde Bencatel (1864–2011) | Bevölkerungsentwicklung der Gemeinde Bencatel (1864–2011) | Bevölkerungsentwicklung der Gemeinde Bencatel (1864–2011) | Bevölkerungsentwicklung der Gemeinde Bencatel (1864–2011) | Bevölkerungsentwicklung der Gemeinde Bencatel (1864–2011) | Bevölkerungsentwicklung der Gemeinde Bencatel (1864–2011) | Bevölkerungsentwicklung der Gemeinde Bencatel (1864–2011) | Bevölkerungsentwicklung der Gemeinde Bencatel (1864–2011) | Bevölkerungsentwicklung der Gemeinde Bencatel (1864–2011) | Bevölkerungsentwicklung der Gemeinde Bencatel (1864–2011) | Bevölkerungsentwicklung der Gemeinde Bencatel (1864–2011) | Bevölkerungsentwicklung der Gemeinde Bencatel (1864–2011) | Bevölkerungsentwicklung der Gemeinde Bencatel (1864–2011) | Bevölkerungsentwicklung der Gemeinde Bencatel (1864–2011) | Bevölkerungsentwicklung der Gemeinde Bencatel (1864–2011) |
| --------------------------------------------------------- | --------------------------------------------------------- | --------------------------------------------------------- | --------------------------------------------------------- | --------------------------------------------------------- | --------------------------------------------------------- | --------------------------------------------------------- | --------------------------------------------------------- | --------------------------------------------------------- | --------------------------------------------------------- | --------------------------------------------------------- | --------------------------------------------------------- | --------------------------------------------------------- | --------------------------------------------------------- | --------------------------------------------------------- |
| 1864                                                      | 1878                                                      | 1890                                                      | 1900                                                      | 1911                                                      | 1920                                                      | 1930                                                      | 1940                                                      | 1950                                                      | 1960                                                      | 1970                                                      | 1981                                                      | 1991                                                      | 2001                                                      | 2011                                                      |
| 1 342                                                     | 1 355                                                     | 1 359                                                     | 1 327                                                     | 1 478                                                     | 1 424                                                     | 1 850                                                     | 2 117                                                     | 2 211                                                     | 2 405                                                     | 2 280                                                     | 2 026                                                     | 1 843                                                     | 1 720                                                     | 1 685                                                     |